# Calliphora fuscipennis
Calliphora fuscipennis är en tvåvingeart som först beskrevs av Jaennicke 1867.  Calliphora fuscipennis ingår i släktet Calliphora och familjen spyflugor. Inga underarter finns listade i Catalogue of Life.